# Julia Schmid
Julia Schmid (* 2. Juli 1988 in Klagenfurt am Wörthersee) ist eine österreichische Kanutin, die seit Ende der 2010er-Jahre für Ungarn antritt.

## Werdegang
Schmid begann ihre sportliche Karriere im Jahre 2004. Ihren ersten internationalen Start feierte sie bei den Junioren-Kanuslalom-Europameisterschaften 2004 in Krakau, bei denen sie im Einer Rang 14 im Einzel und Rang neun im Team erreichte.
Ihre ersten internationalen Medaillen feierte sie bei den Kanuslalom-Weltmeisterschaften 2005 in Penrith, wo sie im Team die Bronzemedaille gewann. Im gleichen Jahr gewann sie in Tacen ebenfalls Bronze im Team bei den Kanuslalom-Europameisterschaften 2005. In den folgenden Jahren verpasste sie weitere Medaillen meist deutlich. Erst zur U23-EM 2011 in gelang ihr mit der Mannschaft der erneute Gewinn einer Silbermedaille.
In den Weltcup-Saisons 2012 und 2013 gewann sie im C-1 die Weltranglistenrennen in Leipzig und Solkan. Bei den Kanuslalom-Europameisterschaften 2013 sicherte sie sich in der gleichen Disziplin die Silbermedaille.
Bei den Kanuslalom-Europameisterschaften 2014 in Wien sicherte sie sich erneut Silber im Canadier.
Schmid gab Ende der 2010er-Jahre ein Comeback und startet seitdem für den ungarischen Kanuverband.

## Privates
Schmid studierte ab 2009 Anglistik und Romanistik in Klagenfurt und Veterinärmedizin in München.